# 호에이 지진
호에이 지진(일본어: 宝永地震 ほうえいじしん[*])은 일본 에도 시대인 양력 1707년 10월 28일(호에이 4년 10월 4일) 도카이도 해역에서 난카이도 해역 사이 매우 광범위한 지역에서 일어난 난카이 해곡 거대지진이다. 난카이 해곡 거의 대부분 지역에서 판 사이 단층파괴가 일어난 것으로 추정되며 역사상 일본 최대 규모의 지진이다. 호에이 대지진(宝永大地震)이나 해의 대변(亥の大変)이라고도 부른다. 지진 49일 후 마지막 후지산 분화인 호에이 대분화가 일어났다.

## 에도 시대의 관련 지진
난카이 해곡에서 일어나는 거대지진들은 에도 시대에 호에이 지진 외에도 1854년(가에이 7년) 연달아 일어난 안세이 도카이 지진과 안세이 난카이 지진이 있다. 호에이 지진 4년 전인 1703년에는 연호를 '호에이'로 개원하게 만든 사가미 해곡 거대지진인 겐로쿠 지진이 일어났다.
1605년(게이초 9년)에 일어난 게이초 지진도 한때는 호에이 지진처럼 도카이에서 난카이에 걸친 진원지가 호에이 지진 급의 초거대 해일지진으로 추정되었다. 게이초 지진의 진원지가 난카이 해곡 전역이 맞다면 약 100여년 간격으로 초거대지진이 돌아와 에너지가 빠른 속도로 축적되다 방출한다는 의미이기 때문에 향후 미래에 올 수 있는 초거대지진의 예측에도 도움을 줄 수 있었다. 하지만 이 경우 에너지 축적 속도가 너무 빠르며 난카이 해곡 거대지진이라기에는 모순되는 점이 많아 난카이 해곡 거대지진이 아니라는 주장도 나오고 있다. 게이초 지진이 기록상 느낀 지진동이 매우 약하며 에너지 축적 시간의 문제 때문에 이즈-오가사와라 해구에서 일어난 지진이라는 설이 높다.
또한 안세이 지진은 "호에이 지진의 광의적 여진"이라는 주장도 있으며 이 경우 호에이 지진과 안세이 지진 사이 간격인 147년은 난카이 해곡 거대지진 발생 간격 중 제일 짧은 간격이라고 말한다. 호에이 지진을 기록한 현존하는 고문서는 막말 시기 발생한 안세이 지진 때와 비교하여 양과 질 모두 떨어지며 게다가 사료 중 대부분이 안세이 지진 이후 당대 사람들이 과거를 되돌아보며 기록한 내용도 훨씬 많아 호에이 지진 당시에 적힌 기록은 별로 없다.

## 지진

### 지진동
호에이 4년(정해년) 음력 10월 4일(임오일) 미상각 즈음 기나이, 도카이도, 난카이도 지역에서 격렬한 지진이 느껴졌다. 지진을 느낀 지역은 매우 넓어 광범위한 가옥 붕괴가 일어난 강진 범위가 200리(약 790km)에 달했으며 에조를 제외한 일본 오기칠도 전역에서 큰 흔들림을 느꼈다는 기록이 남아 있다.
도사국에서는 지진 당일 완연한 가을 날씨로 쾌청하면서 옷이 피부에 달라붙을 정도로 더운 온도였다고 기록되어 있다. '만변기'(万変記, 홍제필기(弘列筆記))에서는 "아침부터 바람도 거의 없고 하늘도 매우 청명해서 구름 한 점 없었으며 옷이 달라붙을 정도로 매우 더웠는데 미시 경 동남쪽에서 엄청나게 울리더니 대지가 흔들리고 천지도 하나가 되는 듯 싶더니 땅이 2-3척으로 쪼개져서 물이 분출되고 산사태가 났으며 가옥이 무너지는 게 마치 장기말들이 잇다라 무너지는 것 같았다"고 기록되어 있다.
도사국 고치(현 고치현 고치시)에서는 '만변기'에 진동 시간이 "반시간 정도 계속 흔들리다 잠시 멈췄다"고 기록되어 있으며 도사국 다카오카군 우사촌(현 도사시 우사)에서는 '금석대변기'(今昔大変記)에 "미상각에 일어난 지진은 같은 시 중각(미중각)이 되어서야 그쳤다"라고 기록되어 있는 등 30분에서 1시간 가까이 진동이 계속되었다는 표현이 많다. 또한 '만변기'에서는 "또 잠시 동안 흔들리기 시작하다 금방 그치는 일이 몇번이나 반복되어 1시간 동안 6-7번 넘게 흔들렸는데, 잠시 그치는 동안에도 땅이 뗏목에 올라탄 것처럼 어지럽게 흔들렸다"고 되어 있는데 이 표현은 본진 직후에 일어났던 여러 여진들을 의미한다는 설도 있으나 현대만큼 엄격한 시간관념이 없던 시대에서 감각에 의존해 기록했기 때문에 대지진으로 인한 공포감에 과장된 수치를 적은 것이라는 설도 있다. 본진의 흔들림을 시간으로 확실하게 적은 기록으로는 다카오카군 사카와초(현 사카와정 고오)에서 '호에이 지진기'(宝永地震記)에 "걷는 거리로 대략 200보 정도를 넘길 정도로 약간 오랫동안 진동했다"(대략 2분)이라는 말이나 교토에서 '기희공기'(基煕公記)에 기록된 "지진의 진동이 길을 7-8정보 정도 걸을 정도로 흔들렸다"(약 10분)이라는 기록이 남아 있다. 그 외에도 "이 때는 대략 1시간을 6개로 쪼갰을 때 2번 정도 길이로 그 하나는 그렇게 짧지 않았다"(시마 지역 기록, 대략 20분), "차 4-5잔 정도를 마실 수 있는 시간"(이마바리번 기록), "대략 2-3정보 정도 걸을 수 있는 거리만큼의 지진"(오사카 기록, 24-36분), "미1점보다 더 길었다. 신전각 때까지 대지진이 있었다"(오사카 기록, 대략 2시간)이라는 매우 긴 지진 기록도 있다.

### 진원지
강진을 느낀 영역이나 쓰나미 피해 영역이 안세이 도카이 지진의 영역과 안세이 난카이 지진의 영역을 합친 것과 거의 같기 때문에 필리핀해판이 침강하는 난카이 해곡 지역의 도카이 지진(도난카이 지진의 진원지 포함)과 난카이 지진이 연쇄적으로 거의 동시에 일어난 연동형 지진으로 추정되며 일본 중앙방재위원회의 "도난카이, 난카이 지진 등에 관한 전문조사회"에서는 도카이·도난카이·난카이 지진(3연동지진) 모델에 부합하다고 결론을 내렸다. 도카이 지진과 난카이 지진이 시간 차이를 두고 일어난 2개의 지진이라는 의견도 있었으나 도쿄대 연구에서 규슈 지역과 간토 지역의 지진 발생 시각 기록을 분석한 결과 둘의 시간 차이가 거의 없었다.
1854년 안세이 도카이 지진과는 달리 호에이 지진의 경우에는 진원지에 스루가만 해역 안쪽이 포함되지 않는다는 설이 대세이다. 또한 단순히 안세이 시기의 2개 지진을 합친 것만으로는 쓰나미 규모 등을 설명할 수 없다는 주장도 있다. 지구 시뮬레이터의 계산 결과 규슈 지역의 쓰나미와 쓰나미 호수 흔적은 진원지를 아시즈리미사키곶 서쪽 휴가나다 지역까지 더 넓혀야 설명할 수 있다고 나오며 이 경우 진원지 길이는 600km를 넘으며 최대 700km까지 이어진다.
이렇게 진원지가 매우 넓은 초거대지진은 메이지 시대 이후 일본에서 현대 관측시기 관측되지 않았지만 2011년 3월 11일 규모 M9.1의 도호쿠 지방 태평양 해역 지진이 관측되면서 실제로 초거대지진이 일어나는 매커니즘을 자세히 관측할 수 있었고 이후 연구에서도 과거 난카이 해곡에 호에이 지진과 비슷하거나 그 이상 규모로 온 것으로 추정되는 여러 지진 흔적이 발견되었다.
고야마 준지(小山順二, 2013) 교수는 호에이 지진이 난카이 해곡의 해곡 축 방향을 따라 수 차례 분기적으로 단층파괴가 일어난 것으로 추정했으며 이에 따르면 대륙판과 해양판 양쪽에서 2개의 진원역 분기에 걸쳐서 단층파괴가 일어난 도호쿠 지방 태평양 해역 지진과는 발생 과정이 다르다고 주장하였다. 난카이 해곡은 평상시에는 지진공백역이며 판이 매우 낮은 각도로 섭입하기 때문에 판 사이 마찰력이 매우 높으며 이렇게 원래 '칠레형'으로 분류된 한겹의 진원역 세그먼트의 섭입대에서 일어난 지진으로는 1700년 캐스케이디아 지진, 1960년 발디비아 지진, 2010년 칠레 지진이 있다.
지진 피해가 민가보다는 사찰과 같은 대형 구조물이 잘 무너지는 등 더 컸기 때문에 장주기 지진동이 매우 강했을 것으로 추정되며, 이 때문에 진원지를 안세이 지진보다 더 육지 쪽에 가까운 해역으로 두며 동쪽 끄트머리를 남쪽인 제니스 섬 해역으로 두는 설도 있다.

### 지진 규모

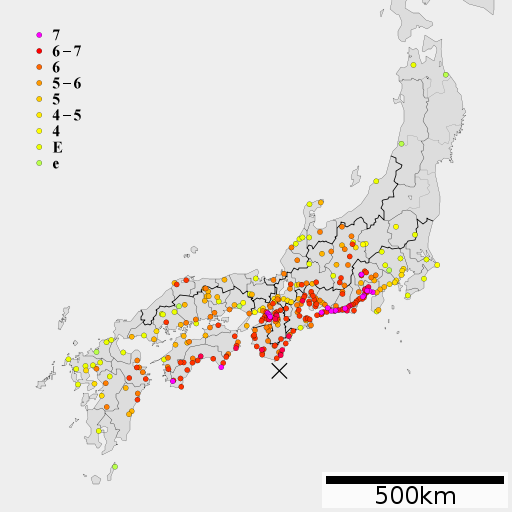
호에이 지진 당시 일본 각지의 체감 진도를 그린 지도.

지진 규모 추정치는 M8.4에서 M9.3까지 다양하지만 지진계가 없던 시절 고문서에 기록된 각지의 피해를 기반으로 한 추정진도와 쓰나미 규모에 추정하여 계산해야하는 역사지진이며 규모 포화 현상이 일어나는 거대지진이기 때문에 확정할 수 없는 여러 요소들이 존재한다.
카와스미 히로시(河角廣, 1951) 교수는 규모 Mk=7.으로 가정하고 규모 M이 대략 8.4일 것이라 추정했다. 우사미 타쓰오(宇佐美龍夫, 1970) 교수는 히로시 교수의 규모와 일본 기상청 진도 계급 간의 관계를 고려하여 쇼와 도난카이 지진보다 규모가 크므로 M8.4 정도라고 추정했으나 이 당시에는 모멘트 규모(Mw)라는 개념이 없었기 때문에 1960년 발디비아 지진도 M8.5로 알려져 있었다. 이후 우쓰 도쿠지(宇津徳治, 1999) 교수는 규모를 M8.6으로 상향했으나 자세한 계산식은 쓰지 않았고 안세이 도카이 지진의 M8.4와 안세이 난카이 지진의 M8.4의 에너지를 단순 합산해 맞춘 것으로 추정된다.
안도(安藤, 1975) 교수는 3개의 단층 모델을 가정하였고 아이다(相田, 1981) 교수와 하토리(羽鳥, 1974-81) 교수는 추정 쓰나미 높이를 통해 난카이 해곡의 5개 단층에서 지진이 일어난 것으로 가정해 모멘트 규모 Mw8.7이라고 추정했지만 이것도 안세이 도카이 지진과 난카이 지진을 바탕으로 추정한 것으로 이 안세이 도카이/난카이 지진의 단층분석도 쇼와 도난카이 지진과 쇼와 난카이 지진을 바탕으로 추정한 값이었다. 안나카(安中,2003) 교수는 4개 단층을 가정한 지진 모델을 만들었으며 고무라(古村, 2011) 교수는 안나카 교수의 모델을 휴가나다 방면까지 연장한 지진 모델을 만들었다.
일본 기상청 진도 계급 기준 진도5의 분포 면적을 타원에 가깝다고 가정하고 S5=π×420×330 km2로 둔 무라마쓰(村松, 1969) 교수의 식을 토대로 규모를 추정하면 M8.8이 나오며, 진도6의 분포 면적을 타원에 가깝다고 가정해 S6 =π×350×250 km2로 두어 계산하면 규모가 대략 M8.9가 나온다. 일본 내각부의 "난카이 해곡 거대지진의 모델 검토회"에서 작성한 "난카이 해곡 거대지진의 장주기 지진동 보고서"에서는 단층 모델에 따라 Mw8.87로 추정하였다.
일본 산업기술총합연구소의 이시카와 유조는 2011년 일본 지진학회에서 고문서에 기록된 추정 여진 지역과 진도6 이상을 느낀 지역의 넓이를 토대로 호에이 지진의 규모를 각각 M9.1, M9.3으로 추정했다고 발표했다. 또한 위의 아이다 교수의 모델에서는 제주도에 닥친 쓰나미를 설명할 수 없으며, 무라마쓰 교수의 모델에서는 호에이 지진과 비교할 수 있는 지진의 진도 분포 데이터가 매우 부족한 시대의 지진이었기 때문에 대규모 지진의 규모를 정확하게 측정할 수 없다는 문제가 있다고 지적하였다.

### 피해
일본 기상청 진도 계급 기준 진도6 이상을 느낀 지역은 스루가국 서쪽 도카이 지방 연안부터 오사카평야, 나라 분지, 기이반도, 시코쿠, 규슈 동부 분고국, 휴가국까지 이어졌으며 이외에도 가이국, 시나노국 등 일본 내륙지역과 이즈모국 기쓰 지방 등 동해 연안 지역에서도 일부 진도6으로 추정되는 지역들이 있다. 에도, 교토에서도 진도 4-5 정도를 느낀 것으로 추정되나 피해는 비교적 가벼우며 교토는 히가시혼간지 사당이 무너지고 도지 오층탑의 소린이 떨어졌으며 에도 히로사키번 영주 저택이 일부 무너지는 피해가 있었다. 나라의 도다이지에서는 동남원의 담의 뒷문 동쪽이 전부 무너졌고 도다이지 영분 가옥 349채 중 18채가 무너지는 피해를 입었다. 진도4 이상을 느낀 지역은 규슈에서 고신에쓰 지방 사이였고 무쓰국 하치노헤(현 아오모리현 하치노헤시)에서도 지진의 진동을 느꼈다. '중국역사지진자료휘편'(中国地震歴史資料彙編)의 기록에서는 저장성 기안(현 후저우시 우싱구)에서 "지진이 일어나 물이 흔들렸다"고 하고 있다.
지진의 흔들림으로 인한 피해는 도카이도, 이세만 연안, 기이반도에서 가장 컸으며 지진으로 후쿠로이슈쿠 건물이 완전히 무너졌으며 시라스카슈쿠도 건물이 무너진 후 쓰나미가 덮쳐 유실되었다. 유이슈쿠, 구노잔, 슨푸, 오카베슈쿠, 후쿠로이슈쿠 등은 막부에 낸 피해보고서에 "4일 낮 8시와 5일 아침 6시 경 2차례의 대지진이 일어나"라고 쓰여 있기 때문에 그 다음 날 아침에 일어난 후지노미야 지진의 지진 피해와 구별이 어렵다. 스루가국에서 도사국까지 주택 붕괴 피해가 보고되었으며 이 외에도 이즈모국, 에치젠국, 시나노국 등 일본 오기칠도 전역에서 피해가 보고되었다.
도카이도의 피해는 스루가만 서쪽에서 더 컸다. 지진 8일 후 막부는 도카이도 오십삼차 슈쿠의 피해 상황을 조사하기 위해 감독관 2명을 파견하였다. 또한 재해 복구에는 막부 직할령이라 할 수 있는 천령인 슈쿠바, 그 예로 요시와라슈쿠에서 유이슈쿠까지의 도로 복구에 마쓰시로번의 사나다씨에게 도움을 달라는 명을 내리고 막부 내각 내에서 지진담당을 맡게 된 간조부교인 오기와라 시게히데가 사나다씨의 공사 봉행 담당들에게 공사금 추산액을 보여주어 재건축을 하라고 지시하였다. 공사 등 복구 이후 실무는 다이칸테요의 지시를 받은 막부 지정 에도의 도급상인들이 맡았으나 이 외에 마을 복구 작업도 같이 맡게 되었다. 슈쿠의 역참들 건물과 길을 전부 복구하는 데 쓰인 금액이 전부 합쳐 금 14,391냥과 은 80돈에 달했다. 복구 작업에 쓰인 비용은 전부 사나다씨가 냈지만 피해 지역의 주민들은 대부분 막부가 직접 구원하여 복구해준 것이라고 인식하였다.
도사국에서는 '공의차출'(公儀差出)에서 가옥 4,866채가 붕괴되었으며 고치, 스자키 등 도사 각지 지역에서 액상화현상이 일어났으며 나카무라 지역에서는 집이 1/3 이상 무너졌고 스쿠모 지역에서는 화재도 일어났지만 전체적으로 지진 화재 피해는 적었다.
지진 후 일본 각지의 번과 영주들은 성, 집, 마을, 가옥 피해 등을 막부에 보고하였으며 야나기사와 요시야스가 '낙만당년록'(楽只堂年録)에 각지의 피해 보고을 종합해 기록했다.
| 가도       | 돌담 피해 및 붕괴                                                                            | 망루, 담, 문의 피해                                                    |
| ---------- | -------------------------------------------------------------------------------------------- | ---------------------------------------------------------------------- |
| 기나이     | 다카토리성, 기시와다성                                                                       | 고리야마성, 요도성, 다카스키성, 아마가사키성                           |
| 도카이도   | 다나카성, 요코스카성, 오카자키성, 요시다성, 다하라성, 아노쓰성, 도바성, 가메야마성, 우에노성 | 고후성, 슨푸성, 하마마쓰성, 가리야성, 나고야성, 이누야마성, 나가시마성 |
| 도산도     | 다카노성, 이이다성, 이와무라성, 구와나성, 오가키성, 히코네성                                 | 마쓰시로성, 마쓰모토성, 다카시마성, 가노성, 제제성                     |
| 호쿠리쿠도 |                                                                                              | 오바마성                                                               |
| 산요도     | 아카시성, 아코성                                                                             | 후쿠야마성                                                             |
| 난카이도   | 다카마쓰성, 마루가메성, 이마바리성, 오즈성, 우와지마성                                       | 와카야마성, 고치성                                                     |
| 사이카이도 | 후나이성, 우스키성, 사이키성, 오카성, 노베오카성                                             | 기쓰키성, 히토요시성                                                   |

기이국의 신구우성은 천수각이 동쪽으로 기울어지는 피해를 입었다. 지진 후 일본 각지의 번들은 막부에게 성 보수 허가를 청원하였는데 시나노국의 스와번은 음력 11월 9일(1707년 12월 2일), 이요국의 오즈번은 음력 11월 26일(1707년 12월 19일)에 각각 성 담벼락의 보수 허가를 제출하고 윤허받았다.
오와리번의 무사인 아사히 시게아키의 일기인 앵무룡중기(鸚鵡籠中記)에서는 서원 내에 저녁 술상이 한바퀴 돌아갈 무렵 동북쪽에서 땅이 울리며 떨기 시작했다고 적혀 있다. 흔들림이 점차 강해지고 진정되지 않았으며 뜰로 뛰어가도 흔들림이 배가 되어 걸을 수 없을 정도의 흔들림이었다고 한다. 또한 나고야성의 세 번째 성곽에 불이 나고 성 아래 부케야시키(武家屋敷, 무사의 집)의 담장 7-80%가 무너졌으며 땅이 갈라져 진흙이 솟아났다는 내용이 기록되어 있다.
오사카성은 망루와 성문 일부가 손상을 입을 정도로 약했지만 오사카성 아래 니시요코보리가와, 에도보리가와, 노소미나미시로보리, 이타치보리, 호리에, 기타노신치, 신사이바시 지역 주변은 건물이 하나도 남지 않고 모조리 무너졌다고 기록되어 있다. 히로시마번에서는 술집과 간장가게들의 통들을 절반 넘게 잃었고 히로시마성 해자의 물이 넘쳐 거리가 물에 잠기고 돌벽도 무너졌다.
호에이 지진으로 일본 각지의 산체 자체가 무너지거나 산사태가 일어났다. 아베강 상류가 1억 2,000만 m3에 달하는 오야쿠즈레의 산체 붕괴로 막혀버렸고 후지강도 시라토리산의 붕괴로 강이 막혀 폐색호가 만들어졌고 3일 후 붕괴되었다. 사누키국에서도 고켄잔의 일부가 큰 소리를 내며 무너졌다. 무로토곶 근처에서는 사키하마강 상류의 가나키쿠즈레가 붕괴되는 일이 일어났다. 오치(현 고치현 오치정)에서는 마이하나가 붕괴하여 니요도가와강을 4일간 막아버리다 무너진 일이 있었기 때문에 "고도 61m 이하 장소에 집을 짓지 말라"는 내용의 비석이 마을 몇 군데에 있다.
아래는 우사미 교수가 추정한 일본 각지의 추정 진도표이다.
| 슈쿠 (추정 진도) | 피해 기록                                                  |
| --- | ---------------------------------------------------------- |
| 에도(4-5) - 시나가와(4-5) - 가와사키(4-5) - 가나가와 - 호도가야 - 도쓰카(4-5) - 후지사와(4-5) - 히라쓰카 - 오이소(4-5) - 오다와라(5) - 하코네(5) - 미시마(5) - 누마즈 - 하라(7) | 약한 지진                                                  |
| 요시하라(7) | 가옥이 무너짐. 사망자는 없음                               |
| 가미하라(5-6) - 유세이(6) | 파손이 일어났고 세이켄지 고약국이 완전히 무너졌다.         |
| 오키쓰(6) - 에지리(7) - (후추)(6) - (마루코)(5-6) - 오카베(6) - 후지에다(6) - 시마다(6) - 가나야(6) - 닛사카(6-7)                                                               | 가옥이 대부분 쓰러지다.                                    |
| 가카카와(6-7) | 가옥이 대부분 무너지다.                                    |
| 후쿠로이(7) | 남은 것이 없었다.                                          |
| 미쓰케(6) - 하마마쓰(6-7) - 마이사카(6-7) | 절반 정도 무너졌다.                                        |
| 아라이(6-7) - (시라스카)(7) | 쓰나미가 덮쳐 아라이관문이 완전히 유실되었다.              |
| 후타가와(5-6) | 절반 정도 무너졌다.                                        |
| 요시다(7) | 요시다성이 무너지고 상가 대부분도 손상을 입었다.           |
| 고유(5) - 아카사카(5) - 후지카와(5) | 큰 피해 없었음.                                            |
| 오카자키(5-6) | 약간의 손상을 입었고 다리가 무너졌다.                      |
| 지류(5-6) | 큰 피해 없었음.                                            |
| 나루미(6) - 미야 | 반쯤 무너졌고 오가키성도 손상을 입었다.                    |
| 구와나(6) | 큰 피해 없었음.                                            |
| 욧카이치(6-7) | 욧카이치를 건너는 다리가 없어졌고 반쯤 무너졌다.           |
| 이시야쿠시 - 요노 - 가메야마(5-6) - 세키 - 사카시카 - 쓰치야마(4-5) - 미나쿠치(4-5) - 이시베(4-5) - 구사쓰 - 오쓰(5-6)                                                          | 약간의 피해를 입었다.                                      |
| 교토(4-5) | 궐내의 연못에 있는 배들이 출렁거리고 절반 정도가 그러했다. |

| 가도 | 추정 진도 |
| --- | --- |
| 기나이 | 교토(4-5), 요도(6), 다카쓰키(5-6), 오사카(6), 사카이(6), 노토(6), 사야마(6), 이즈미오쓰(6), 기시와다(6), 후세(7), 규호지(7), 유게(7), 가시와라(7), 혼다(6-7), 후루이치(6), 히로세(6), 쓰보이(6-7), 돈다바야시(6-7), 야규우(6), 나라(6), 고리야마(6), 단바(6-7), 야나기모토(6), 이마이(6-7), 가이주(6), 소네(6), 요시노(5), 가이토(6), 아마가사키(6), 니시노미야(4), 고베(4) |
| 도카이도 | 미토(S), 조시(4), 사와라(E), 이와쓰키(E), 후타마타오(E), 지치부(E), 이사와(6), 마스호(6), 가와구치호(5-6), 고후(6), 바라자와(7), 오치아이(6-7), 시라토리(6-7), 무라야마(6-7), 오미야(6), 나가누키(6), 이와모토(7), 세이켄지(7), 미호(6), 구노(6), 기가(5-6), 유토(7), 요코스카(6-7), 아이즈키(6), 니시오(6), 다하라(6), 아카자와(6), 아카바네(6), 노다(7), 이케지리(6), 조코지(6), 오노(6), 도코나메(6), 이누야마(5), 나고야(6), 나가시마(6), 쓰(6), 히사이(5-6), 마쓰사카(6), 후나에(6), 도바(6), 우에노(6) |
| 도산도 | 하치노헤(e), 아마루메(e), 닛코(e), 모테기(E), 가루이사와(4), 오이와케(4), 아시다(4-5), 나카도(5-6), 마쓰시로(5-6), 마쓰모토(5-6), 스와(6), 다카토(5-6), 이이다(6), 후쿠시마(e), 쓰마고(E), 시모조(6), 히라유(5-6), 다카야마(5), 시라토리(E), 가니(6), 가노(5-6), 오가키(6), 다루이(5), 나가하마(6), 히코네(5-6), 제제(5-6) |
| 호쿠리쿠도 | 도야마(5-6), 후쿠미쓰(E), 와지마(E), 가나자와(E), 다이쇼지(5-6), 오노(5-6), 쓰루가(5-6), 오바마(5-6) |
| 산인도 | 미야즈(E), 가이바라(5), 돗토리(E), 마쓰에(6), 이즈모(6) |
| 산요도 | 아카시(5-6), 히메지(e), 다쓰노(5), 아코(5-6), 쓰야마(5), 오카야마(5-6), 후지토(5-6), 후쿠야마(5-6), 미하라(5-6), 시모이치(5), 히로시마(6), 가케(E), 야나이(4-5), 아이오(E) |
| 난카이도 | 오와세(6-7), 신구(6-7), 구마노(6), 유노미네(5-6), 가쓰우라(6), 다이지(6-7), 쓰바키(6), 가나베(6-7), 이나미(6), 아리다(6), 시모쓰(6), 와카야마(5-6), 고야(5-6), 스모토(5), 도쿠시마(5-6), 가이난(5-6), 다카마쓰(6), 마루가메(5-6), 이마바리(5), 마쓰야마(5), 오즈(5-6), 요시다(5-6), 우와지마(6), 사키하마(6), 무로토(7), 아키(6), 고치(6-7), 사카와(5-6), 스사키(6), 구보카와(6), 나카무라(6-7), 스쿠모(6), 스쿠모 오시마(7)                                                                                 |
| 사이카이도 | 와카마쓰(E), 후쿠오카(e), 구루메(E), 사가(S), 히라도(E), 나가사키(E), 시마바라(4-5), 야나가와(5-6), 와이후(E), 구마모토번(5-6), 우야나기(4), 히토요시(5-6), 기쓰무라(5-6), 오카(6), 후나이(6), 우스키(5-6), 사이키(6), 노베오카(5-6), 다카나베(5), 사도와라(5), 사쓰마(E) |
| S: 강한 지진(≧4), E: 대지진(≧4), M: 중지진(2-3), e: 소지진(≦3) 시라스카, 스쿠모 오시마 등의 지역은 태평양 연안에 닥친 쓰나미와 구별하기 어려운 경우가 있다. 가이와 스루가 지역은 다음 날 일어난 여진과 피해를 구별하기가 어렵다. | |

### 지각 변동
지진으로 생긴 지각변동은 동남쪽 방향으로 상승하는 방향으로 나타나 고치 쓰로, 무로쓰 인근 무로토곶 부근은 7-8척(약 2.1-2.4 m), 구시모토 지역은 약 1.6 m, 오마에곶 지역은 1-2m 융기하여 '후토와코로'(姥が懐)라고 불린 오스가의 요코스카(현 시즈오카현 가케가와시)에 있던 후미 항구는 완전히 육지가 되어 버려졌다. 여러 고기록에서 남겨진 기록을 참고하면 무로토곶이 호에이 지진 전과 비교하여 지진 52년 후인 1759년(호레키 9년) 조수가 대략 5척(1.5 m 정도) 낮아졌다고 되어 있다.
한편 하마나호 지역은 거의 침강하였는데, 호수 북부의 기가(気賀)는 2척(60 cm) 침강해 마을 내의 논 2,654섬 중 1,700여 섬이 물에 잠겼으며, 49년 후인 1756년(호레키 6년)에 작성된 기가이메촌의 마을문서에서는 촌의 80%가 황무지라고 기록되어 있으며 침강된 땅이 원래대로 되돌아오지 않아 그대로 호수 밑으로 잠긴 곳도 많다고 써져 있다. 노비평야는 15-20 cm, 아쓰미반도 다하라는 5-6촌(15-18 cm), 기이 히로정은 5척(약 1.5 m), 고치 동부는 최대 7척(약 2 m) 침강하면서 20km2 지역이 물에 잠겨 일부 지역은 배를 타고 오고가야 이동할 수 있게 된 곳도 많았다. '곡릉기'(谷陵記) 기록에서는 우사(현 도사시), 스자키, 구레(현 나카토사정), 이부리(현 도사시미즈시) 등 도사만 서부 지역이 2-2.5 m 정도 크게 침강한 것으로 추정된다.
유라시아판이 충상단층 형태로 섭입해 쌓였던 왜곡이 한꺼번에 풀어지면서 이세, 오사카, 도사, 와카마쓰 등 일본 각지에서 우물물이 마르는 일이 일어났고 도고온천은 145일동안 물이 나오지 않았으며 기이국의 유노미네, 산치, 류진, 난키시라하마 온천 등 일본 각지의 온천도 물이 갑자기 나오지 않는 등의 이상 현상이 일어났다.
이렇게 일본 동남쪽이 융기하는 지각변동은 호에이 지진과 같이 규모가 큰 지진인 안세이 도카이/난카이 지진 및 쇼와 도난카이/난카이 지진에서도 똑같이 나타났으며 이는 난카이 해곡에서 일어나는 지진이 유라시아판이 매우 낮은 각도로 섭입하는 역단층형 지진인 메가스러스트 지진이라는 것을 의미한다.
호에이 지진은 다른 지진과 다른 면도 있었는데 쇼와 난카이 지진이나 안세이 난카이 지진 당시 융기했던 아시즈리곶은 호에이 지진 시기에는 사료가 부족해서 정확하게는 알 수 없으나 '곡릉기'에서 나온 이부리 지역의 수몰 기록, 곤고후쿠지 바로 아래 해안 암초에 새겨져 있던 구카이 대사의 작품인 나미키리부돈(浪切不動)이 호에이 지진 이후 보이지 않게 되었다는 기록을 통해 이 지역이 침강하였거나 융기하지 않은 것으로 추정된다. 또한 안세이 도카이 지진 당시 융기하였던 스루가만 서쪽 연안의 시미즈, 미호 등은 호에이 지진 시기에는 침강하였으며 하이바라군 지역은 고지도 조사 결과 지각변동이 거의 일어나지 않았던 것으로 추정된다.

## 전진 및 여진

### 전진
호에이 지진 21년 전인 1686년 10월 3일 오전 8-9시 사이(조쿄 3년 8월 16일 진각) 규모 M6.5-7에 달하는 도토미 미카와 지진이 일어났다. 이 지진은 호에이 지진 이전에 일어난 내륙 직하형지진이지만 광의적 의미에서의 전진으로 분석된다. 또한 호에이 지진 4년 전인 1703년 12월 31일(겐로쿠 16년 11월 23일)에는 간토 지방에 규모 M8.1-8.2 급의 겐로쿠 지진이 일어났고 후지산이 분화하였다. '앵무룡중기'에서는 지진 전날인 10월 3일 나고야에서 발광현상을 보이는 기록이 있었으며 또한 9월 25, 26, 28일에는 전진으로 보이는 지진 기록이 남아있다. '미야지일기'(宮地日記)에서는 9월 3일과 13일에 고치 지역에서 지진이 일어났다는 기록이 있다.

### 여진

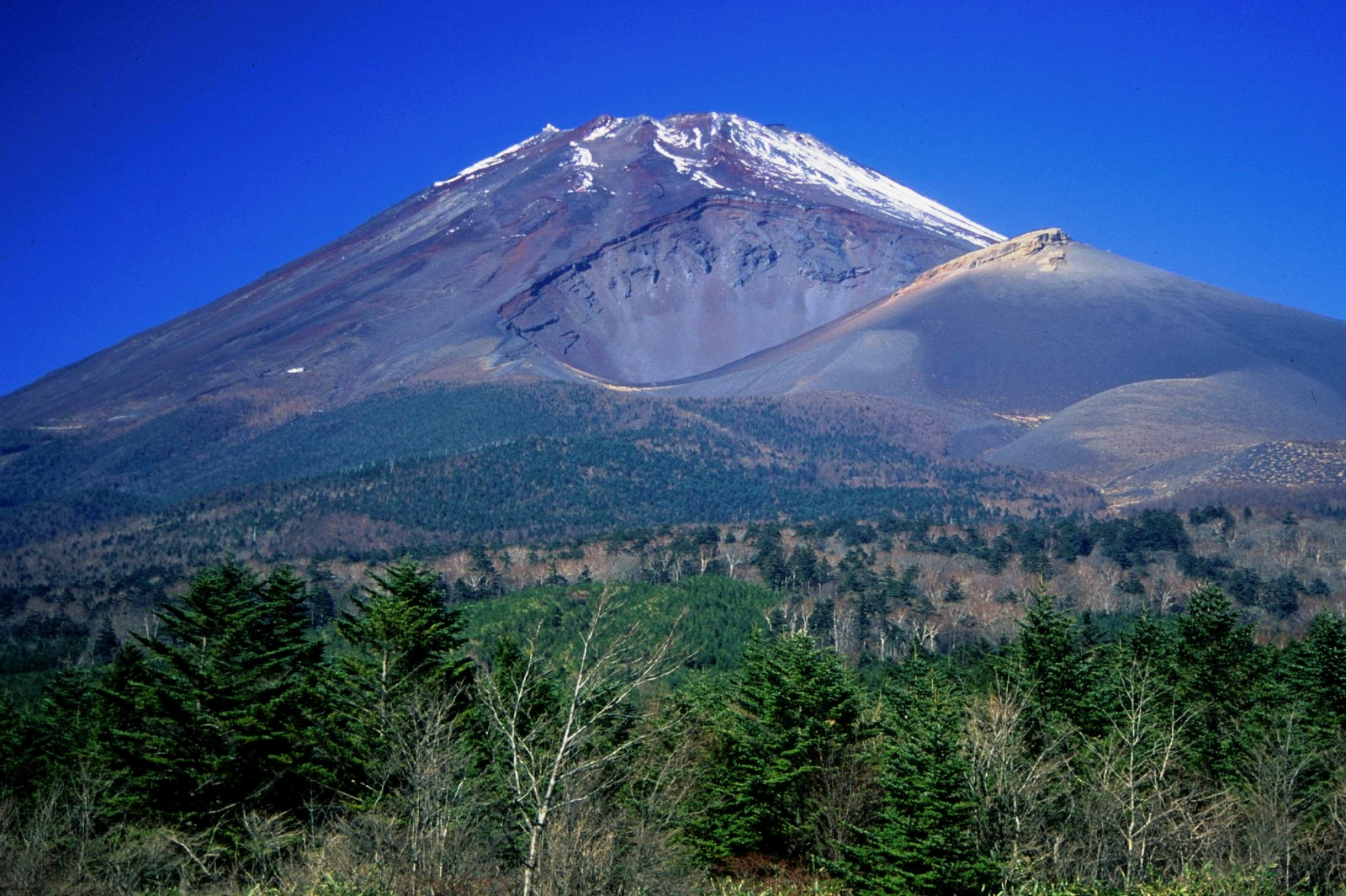
호에이 대분화가 일어난 호에이 산의 모습.

본진 약 16시간 후인 다음날 아침 묘각(오전 6시 경)에는 후지산혼구센겐 대사(후지노미야) 인근에서 규모 M7.0의 호에이 후지노미야 지진이 일어나 에도, 도야마, 나고야 등지에서 강한 흔들림을 느꼈으며 무라야마센겐 신사 내부가 하나도 남김없이 모조리 무너지고 후지노미야와 도카이도 연안을 중심으로 사찰과 가옥이 무너지는 등 인명 피해가 컸다.
지진 49일 후인 11월 23일(양력 12월 16일)에는 후지산 측면이 폭발하는 호에이 대분화가 일어나면서 에도에 수에서 십여 cm의 화산재가 쌓였다. 이 분화로 후지산에 측화산인 호에이산이 생겼다. 또한 다음 해인 호에이 5년 음력 1월 22일 사각에서 오각 사이(양력 1708년 2월 13일 오전 10-12시 경) 호에이 지진의 최대여진으로 추정되는 지진이 기이반도 해역에서 일어나 교토, 나고야에서 강한 진동을 느꼈고 쓰나미가 일어나 기이반도의 시오다가 물에 잠겼으며 이세에서는 야마다후이아게정, 잇폰가에가 물에 잠기고 미야강의 제방이 무너지는 피해를 입었다.
도사국에서 기록된 두드러진 강한 여진들은 다음과 같다.
- 호에이 4년 11월 16일(1707년 12월 9일) 유중각(18시)에 대지진에 이어 강진을 느꼈다.
- 호에이 4년 11월 26일(1707년 12월 19일) 아침 사상각(10시)에 큰 지진이 있었으나 16일의 지진에 비해서는 약했다. 나고야와 교토에서도 흔들림을 느꼈다.
- 호에이 4년 12월 11일(1708년 1월 3일) 한밤중에 지진이 있었다.
- 호에이 5년 1월 1일(1708년 2월 22일) 지진이 있었다.
- 호에이 5년 1월 2일(1708년 2월 23일) 진상각(8시)에 지진이 있었다. 해각진(호에이 본진) 이후 가장 큰 지진이었다. 나고야에서도 땅이 크게 울렸다.
- 호에이 5년 1월 27일(1708년 3월 19일) 진각에 지진이 있었다. 오사카에서는 음력 10월 4일 이후 가장 큰 지진이었으며 나고야, 이세, 돗토리 등 넓은 지역에서 진동을 느꼈다.
- 호에이 5년 2월 25일(1708년 4월 15일) 밤 인각(4시)에 지진이 있었다. 나고야, 교토, 오사카에서도 지진을 느꼈다.
- 호에이 5년 8월 18일(1708년 10월 1일) 강한 지진을 느꼈다.
- 호에이 5년 12월 1일(1709년 1월 11일) 밤에 지진이 일어나 동남쪽에서 땅이 크게 울리는 소리가 났다. 나고야에서도 땅이 흔들렸다.
- 호에이 6년 3월 11일(1709년 4월 20일) 묘각(6시)에 지진이 있었다.
- 호에이 6년 4월 22일(1709년 5월 31일) 유하각에 지진이 있었다. 해각(22시)에도 지진이 또 일어났으며 앞의 지진보다 더 컸다.

본진으로부터 반년 정도 지난 호에이 5년 3월 경에는 매일 1-2차례에서 5-6차례 정도 여진이 이어졌으며, 하네(현 무로토시 지역)에서는 호에이 5년 8-9월 경(1708년 10월 이후)에도 적은 날에는 하루 1-2회, 많은 날에는 6-7회의 여진이 있었다고 기록되어 있다. 본진 3-4년 후에도 여진이 있어 '삼재록'(三災録)에서는 진미 양년(쇼토쿠 2-3년, 1712-1713년)에도 때때로 약한 지진이 있어 땅이 멈추는 일이 없었고, 오년(쇼토쿠 4년, 1714년)도 이와 같았으며 미년(쇼토쿠 5년, 1715년)에야 이르러 지진이 잦아들었다고 기록되어 있어 여진이 8년여나 계속되었고, 교호 원년(1716년)이 되어서야 여진이 잦아들었다고 기록되어 있다.

### 유발지진
본진의 영향으로 진원지역 및 여진 지역에서 거리가 떨어진 지역에서도 규모가 큰 유발지진이 일어났다.
- 호에이 지진 본진 24일 후인 호에이 4년 10월 28일 묘각(1707년 11월 21일 6시 경) 나가토국 사바군 도쿠지촌(현재의 야마구치현 야마구치 도쿠지정)에서 국지적인 지진이 일어나 집 289채가 붕괴되고 3명이 사망하는 피해를 입었다.
- 호에이 지진 본진 7년 후인 쇼토쿠 4년 3월 15일 무해각(1714년 4월 28일 21시 경) 시나노 오타리 지진이 일어났다. 시나노국 아즈미군 오타리촌(현재의 나가노현 기타아즈미군 오타리촌 및 하쿠바촌 인근)에서 일어났으며 규모는 M6.25로 추정된다.

## 쓰나미

### 높이
호에이 지진의 피해는 주로 쓰나미로 인한 피해가 대부분이었다. 쓰나미는 보소반도, 이즈국, 하치조섬에서 규슈, 다네가섬까지 태평양 연안 지역을 덮쳤으며 이세만, 분고 수도, 세토 내해 및 오사카만 등 내해까지 들어왔다. 시모다에서는 5-7m, 기이반도에서는 5-17m, 아와에서는 5-9m, 도사에서는 5-26m의 쓰나미가 덮친 것으로 추정되며 특히 도사만 지역의 쓰나미 피해가 컸다. 또한 나가사키와 제주도 및 상하이에서도 쓰나미가 몰려와 피해를 입었다는 기록이 존재한다. 청나라의 '호주부지'(湖州府志) 기록에서는 강희 46년 10월 28일(양력 1707년 10월 28일)에 "강물이 갑자기 세차게 흘렀다. 지진이 있었다."라고 써져 있다. 당시 탐라(제주도)에서도 탐라지에 "지진해일이 있었다"라는 기록이 남아 있다. 쓰나미가 시작된 파원의 길이는 600km에 달하는데 이는 1952년 세베로쿠릴스크 지진 당시 600km, 1960년 칠레 지진 당시 800km, 1964년 알래스카 지진 당시 700km 등 세계적인 거대한 쓰나미 길이와 비슷했다.
2016년 컴퓨터 시뮬레이션 연구에서는 Mw8.4-8.6으로 가정할 경우 호에이 지진 발생 약 5시간 후 제주도 남단 서귀포 지역에 최대 약 0.5 m, 북단에는 약 0.15 m 이하의 쓰나미가 닥쳤을 것이며, 남해안에는 최대 약 0.47 m의 쓰나미가 온다고 보았다. Mw8.8-8.9라 가정할 경우 예측 높이가 이보다 약 0.2-0.4 m 높아지고, 한국 남해안 상에는 최대 0.9 m에 달하는 쓰나미가 왔을 것이라고 결론내렸다.
도사에서 쓰나미가 반시(약 1시간) 후인 미하각(14시 이후)부터 들어오기 시작해 다음날 인각 경(오전 4시 경)까지 총 11번 파도가 몰아쳤고 제3파의 높이가 제일 높았다고 기록되어 있다. 그 후에도 약한 쓰나미가 계속 몰아쳤고 술각(20시 이후)가 지나서야 점차 진정되었다고 한다.
기이반도 연안, 도사 무로토, 다네자키, 쓰자키 등 일본 내 많은 지역이 물이 쫙 빠졌다가 쓰나미가 들어왔고 기이 히로(현 히로가와정) 및 고보(현 고보시)에서는 쓰나미 파도가 천천히 들어왔지만 물이 들어오며 인가들이 전부 유실되었다고 한다. 오와세 가타(현 오와세시)에서는 지진이 멈추고 나서 쓰나미가 몰려오기까지 밥냄비를 태울 정도의 시간이 있었다고 하며 우물물이 말랐으며 물이 해안선에서 약 300m 떨어진 자쿠시마까지 밀러났다가 쓰나미가 다시 밀려오기 시작했다고 하며, 안세이 도카이 지진과는 달리 더 빠르게 쓰나미가 밀려왔다고 전해진다. 나치카스우라에서도 비슷한 기록이 남아 있다. 아래는 일본 각지에서 몰려온 쓰나미 기록이다.
| 지역               | 지역                                  | 추정 쓰나미 높이 | 추정 쓰나미 높이        | 추정 쓰나미 높이                      | 추정 쓰나미 높이  | 추정 쓰나미 높이           | 추정 쓰나미 높이                    |
| 지역               | 지역                                  | 고문서의 기록 | 이마무라 (1935-40)      | 마시로 (1995)                         | 쓰지 (2007-15)    | 하토리 (1977-84)           | 기타                                |
| ------------------ | ------------------------------------- | --- | ----------------------- | ------------------------------------- | ----------------- | -------------------------- | ----------------------------------- |
| 무쓰 하치노헤      | 현 아오모리현 하치노헤시              | 5일, 평소에서 10분의 1 정도 되는 작은 파도가 땅 위로 밀려들어왔다(하치노헤일기(八戸藩日記) 기록) |                         |                                       |                   |                            |                                     |
| 시모사 조시        | 현 지바현 조시시                      | 새벽 7시 경 3-4척 정도 되는 파도가 물밀려 들어왔다(清野与右衛門書状 기록) |                         |                                       |                   | 1-1.2m                     |                                     |
| 가즈사 시라코      | 현 지바현 시라코정                    | 미중각 즈음에 대략 2-30칸 정도 되는 쓰나미가 밀려왔다(一代記付リ津波ノ事 기록) |                         |                                       |                   | 1.5m                       |                                     |
| 에도마에           | 현 도쿄만                             | 해일이 밀려왔다(東葛飾郡誌 기록) |                         |                                       |                   | 1m 정도                    |                                     |
| 사가미 오다와라    | 현 가나가와현 오다와라시              | 마에카와의 염전으로 수십 정보 길이로 쓰나미가 들어와 모든 걸 휩쓸었다(前羽村誌 기록) |                         |                                       |                   | 마에카와 2-3m              |                                     |
| 이즈 하치조섬      | 현 도쿄도 하치조정                    | 쓰나미가 밀려와 섬 안쪽으로 밀려들어오고 스에요시촌에는 두 번이나 쓰나미가 덮쳤다(八丈実記 기록) |                         |                                       |                   | 하치조섬 3m 하치조코섬5-6m |                                     |
| 시모다             | 현 시즈오카현 시모다시                | 시모다 마을에 쓰나미가 몰려와 가옥이 여럿 쓸려갔다(下田町古来書上帳之写 기록) | 오카가타 4.4m           |                                       | 5.1m              | 5-6m                       | 가키자키 6.7m                       |
| 스루가 미호        | 현 시즈오카시                         | 쓰나미가 몰려와 가옥들이 휩쓸리고, 하쿠지타 바로 앞까지 쓰나미가 밀려왔다(村中用事覚 기록) |                         |                                       | 3.0-3.9m          | 5m                         | 4-5m                                |
| 사가라             | 현 마키노하라시                       | 사가라, 후쿠오카, 하쓰, 카이치 마을이 하나같이 물에 잠겼다. 백년 전 똑같은 일이 있어 서쪽의 하치카타산에 마을 사람들이 전부 대피해 화를 면했다(蕉園渉筆 기록)                                                                                   |                         |                                       | 4.9m              | 6-8?m                      |                                     |
| 도토미 아라이      | 현 고사이시                           | 관문이 무너져 쓰나미가 밀려들어왔다(関守富永某手記 기록) | 3.0m                    |                                       | 3.0m              | 3m                         | 3-5m                                |
| 시라스카           | 현 고사이시                           | 가옥 한채도 남지 않았으며 시오미자카에서는 집이 딱 2채만 남았다(宝永地震記 기록) |                         |                                       | 9.0m              |                            | 5-6m                                |
| 다하라 시마 도바   | 현 아이치현 다하라시 현 미에현 도바시 | 다카마쓰 마을은 평생 봤던 파도보다 5장 높은 파도가 밀려와 우츠코 앞까지 밀려왔으며, 시슈도바(도바신사)에서는 파도가 8장 정도나 되었다(金五郎日記歳代覚書 기록)                                                                                  |                         |                                       | 도바교쿠센지 5.8m |                            | 다카마쓰 15m? 도바 24m?             |
| 오와리 아쓰타      | 현 나고야시                           | 아쓰타에 바닷물이 매우 험해지더니 옴싹달싹도 못한 채 아라야강으로 밀러들어갔다(鸚鵡籠中記 기록) |                         |                                       |                   |                            | 2-3m                                |
| 이세 가와고에      | 현 가와고에정                         | 고린지 신사도 물에 잠겨 사당 처마가 유실되었다(川越町史 기록) |                         |                                       | 2.4m              |                            |                                     |
| 시마 고쿠부        | 현 시마시                             | 세타바 다리 근처를 중심을 집들이 반쯤 물에 잠겼는데 높이가 대략 5-6촌에 달했다(井村家文書 기록) |                         |                                       | 3.5m              | 7-8m                       |                                     |
| 이세 도구          | 현 미나미이세정                       | 쓰나미가 히가시신단까지 들어왔다(伝承 기록) |                         |                                       | 8.6m              |                            |                                     |
| 니에우라           | 현 미나미이세정                       | 하마지마에서 밀려 들어온 쓰나미가 3장 7척 정도였다(西川家記録 기록) |                         |                                       |                   | 7-8m                       | 8-11m                               |
| 안라쿠지           | 현 기호쿠정                           | 궐이 쓸려나가고 절 처마까지 물이 차올랐다(ふるさとの民話と資料 기록) |                         |                                       | 7.3m              |                            |                                     |
| 기이 오와세        | 현 오와세시                           | 바닷물이 세이시로 계단 끄트머리까지 차올랐다(宮崎嘉助の覚書 기록) |                         |                                       | 구키 6.3m         | 오와세8-10m、 구키 5-6m    |                                     |
| 가타               | 현 오와세시                           | 하마도리는 마을이 전부 쓸려나가고, 수 명이 익사하였다(尾鷲市史 기록) |                         |                                       | 10.6m             | 8-9m                       |                                     |
| 가쓰우라           | 현 와카야마현 나치카쓰우라정          | 해안의 관음당이 기초 째 뽑혀나갔고 신사가 바다로 쓸려나갔다(熊野年代記 기록) |                         |                                       |                   | 6-7m                       |                                     |
| 고자               | 현 구시모토정                         | 쓰로의 돌담 세 개가 전부 물에 잠길 정도로 찼다(地震洪浪の記 기록) |                         |                                       |                   | 5m                         |                                     |
| 구시모토           | 현 구시모토정                         | 긴코산의 무료지 사당 처마가 모두 유실되었고 구시모토의 구기 전부가 쓰나미로 쓸려나갔다(串本のあゆみ 기록) |                         |                                       |                   | 5-6m                       | 17m                                 |
| 다나베             | 현 다나베시                           | 후쿠로정의 마을 절반 정도가 물에 잠겼는데 높이가 3척 4-5촌 정도였다(宝永四年、安政元年震災記 기록) |                         |                                       |                   | 3.5m                       | 6-7m 13m                            |
| 히로               | 현 히로가와정                         | 히로하치만 신사 서쪽 돌계단의 3번째 칸까지 물이 들어왔다(八幡神社言伝 기록) | 해안 11m 하치만구 14.3m |                                       |                   | 5-6m                       |                                     |
| 사카이             | 현 오사카부 사카이시                  | 센슈 사카이에서 미각 경 지진을 느꼈고 신각 경 쓰나미가 몰아닥쳤는데 평소의 파도에 비해 9척 정도 높았다(元禄宝永珍話 기록) |                         |                                       |                   |                            | 2.5m                                |
| 오사카             | 현 오사카시                           | 아지강, 기즈강, 도돈보리, 나가호리, 다치우리, 호리에강이 1시간도 안돼서 물에 잠기고 기즈니시하마에서는 큰 배가 떠내려가고 도톤보리강의 니혼 다리도 떠내려갔다(波速之震事 기록)                                                                  |                         |                                       |                   | 2.5-3m                     | 3m 3.6m                             |
| 하리마 아코        | 현 효고현 아코시                      | 얼마 안돼서 물 수위가 높아지더니 염전이 물에 잠기고 휩쓸려갔다(楽只堂年録 기록) |                         |                                       |                   | 3m                         | 3m                                  |
| 비젠 고자키        | 현 오카야마현 오카야마시              | 물의 수위가 5척 정도 높았다(改訂邑久郡史 기록) |                         |                                       |                   | 3m                         | 3m                                  |
| 빈고 후쿠야마      | 현 히로시마현 후쿠야마시              | 대지진에 이어 쓰나미가 몰아닥쳤다(備後福山藩編年史料 기록) |                         |                                       |                   | 1.5m                       | 1.5m                                |
| 미하라             | 현 미하라시                           | 마을의 염전과 노무라촌, 기하라촌의 개간지 거의 대부분이 물에 잠겼다(顕妙公済美録 기록) |                         |                                       |                   | 2m                         | 2m                                  |
| 스오 도쿠야마      | 현 야마구치현 슈난시                  | 지진이 일어나 쓰나미가 덮치고 산과 벼랑이 무너졌다(徳山略記 기록) |                         |                                       |                   | 1.5m                       | 1.5m                                |
| 이요 사이조        | 현 에히메현 사이조시                  | 대지진과 함께 일어난 쓰나미 때문에 닛타의 기무라 가문 저택이 전부 쓸려내려갔다(西条市史 기록) |                         |                                       |                   |                            | 1-2m                                |
| 사누키 마루가메    | 현 가가와현 마루가메시                | 시리케 제방 수천개의 담이 무너지고 물에 잠겼다(楽只堂年録 기록) |                         |                                       |                   | 2m                         | 2m                                  |
| 다카마쓰           | 현 다카마쓰시                         | 쓰나미 높이가 6척을 넘어 제방을 허물고 넘어갔다(翁嫗夜話 기록) |                         |                                       |                   | 3m                         | 1.8m                                |
| 아와 무기          | 현 도쿠시마현 무기정                  | 도고의 민가 15-6 자가 쓰나미로 전부 유실되었고 쓰나미 물길이 대략 1장 3-4척 정도 되었다(杉尾神社津浪記 기록) |                         |                                       |                   | 6m                         | 6-7m                                |
| 아사카와           | 현 가이요정                           | 바다에서 밀려들어오는 바닷물의 높이가 대략 3장 정도였다(浅川観音堂・地蔵尊台石 기록) |                         |                                       |                   | 6-7m                       | 9m                                  |
| 시시쿠이           | 현 가이요정                           | 간교지 남쪽의 밭으로 물이 흘러들어오고 사찰 가장 낮은 곳까지 물이 들어오니 사찰도 대략 2-3척 정도 물에 잠겼다(宍喰浦舊記 기록) |                         |                                       |                   | 5-6m                       | 5-6m                                |
| 도사 무로토 무로쓰 | 현 고치현 무로토시                    | 미미사키에 물이 들어오더니 파도가 휩쓸고 민가를 쓸어갔다(谷陵記 기록) | 6.5m                    | 7.5m                                  |                   | 5.5m                       | 6-7m                                |
| 나하리             | 현 나하리정                           | 바닷가의 민가가 하나도 남지 않고 전부 쓸려가 버렸다(谷陵記 기록) |                         | 7-7.5m                                |                   |                            |                                     |
| 아키               | 현 아키시                             | 반 정도 사라져 버렸고 물이 다카하타 10정까지 들어왔다(谷陵記 기록) | 5.6m                    | 아키 7-7.5m 도랑 내 9-10m             |                   | 5m                         |                                     |
| 야수               | 현 고난시 야수 지구                   | 반 정도가 물에 잠겼고 해안가의 마을은 전부 쓸려갔다(谷陵記 기록) / 야수 마을의 30여정 아래가 전부 물에 잠겼다(大地震の大変記 기록) |                         | 니시야마 11-12m 빈고 14-15m           |                   |                            | 14-15m                              |
| 노이치             | 현 고난시 노이치 지구                 | 쓰나미가 언덕배기까지 올라와 집을 전부 쓸어갔다(谷陵記 기록) |                         | 12-14m                                |                   |                            |                                     |
| 아카오카           | 현 고난시 아카오카 지구               | 조수가 넘처 남는 것이 없었고 집들을 쓸어갔다(谷陵記 기록) |                         | 9m                                    |                   |                            |                                     |
| 고치 해역          |                                       | 큰 파도가 몰려오는게 6-7번은 되는데 그 파도가 치솟아 높이가 5-6장 정도 되었다(万変記 기록) |                         |                                       |                   |                            | 15-18m                              |
| 다네자키           | 현 고치시                             | 완전히 사라져 나무와 풀 하나도 남지 않았다(谷陵記 기록) / 첫 2번의 파도는 약했으나 3번째로 온 파도의 높이가 7-8장은 되었다(万変記 기록) / 물이 니다의 고호마쓰에까지 이르었는데 언덕 토사가 완전히 쓸려나가 남는 것이 없었다(柏井氏難行録 기록) | 23m                     | 11m                                   |                   |                            |                                     |
| 고치               | 현 고치시                             | 물이 깊은 것이 대략 2장이 넘어 보였다(土佐国史談 기록) |                         | 5-6m                                  |                   | 2m                         |                                     |
| 우사               | 현 도사시                             | 남는 것이 하나도 없었고 쓰나미로 다리가 쓸려가 하기타니 초입까지 물이 들어왔다(谷陵記 기록) | 하기타니 15.7m          | 7-8m 하기타니 15.5-16m                |                   | 8m                         | 8-10m                               |
| 쇼류지             | 현 도사시                             | 남는 것이 하나도 없었고 쇼류지의 남은 건물이 딱 2채 뿐이었다(谷陵記 기록) / 쇼류지 본당 돌계단의 끝까지 물이 밀려왔다 |                         |                                       | 25m               |                            |                                     |
| 스사키             | 현 스사키시                           | 남은 것이 하나도 없었고 조하산으로 갔으나(중략) 미나토 앞까지 물이 들어왔고 익사한 자가 3백명이 넘었다. 남은 집이 하나도 없었다(谷陵記 기록) | 12.6m                   | 9m 아이노고 13m                       | 간다 18m          | 5-6m                       |                                     |
| 스사키 인근        |                                       | 먼바다의 배가 육지쪽으로 밀리는 파도를 맞았는데 1정 정도 밀려갔으며 또 육지에서 밀려오는 파도들을 보니 마치 구름이 된 것처럼 파도가 높이 일었다(宝永地震記 기록)                                                                                |                         |                                       | 안나 22.6m        |                            | 100m 정도 거슬러 올라간 것처럼 보임 |
| 구레               | 현 나카토사정                         | 남은 것이 하나도 없었고 쓰나미가 남쪽 아이사카 기슭까지 닿고 북쪽으로는 야키자카 기슭까지 닿았다)(谷陵記 기록) / 수 척이나 되는 쓰나미가 밀려왔다(熊野神社震災碑 기록)                                                                          | 해안 24m 야키자카 25.7m | 하치만 9-9.5m 내륙 20-26m             |                   | 8.1m                       | 20-22m                              |
| 이리노             | 현 구로시오정 오가타 지구             | 남는 것이 하나도 없었고 쓰나미가 산까지 닿았으며 신사 앞에도 물이 닿았다(谷陵記 기록) |                         | 가미카와구치 7.5-8.5m 니나가와 10-14m | 가지 17m          | 8.8m                       |                                     |
| 시모노카에         | 현 도사시미즈시                       | 남는 것이 하나도 없었고 쓰나미가 요키, 하마요리 1리까지 밀려와 시가지 일부가 물에 완전히 잠겼다(谷陵記 기록) |                         | 13-14m                                | 15m               |                            |                                     |
| 오키               | 현 도사시미즈시                       | 산 앞까지 물이 밀려왔다(谷陵記 기록) / 넨니시지 앞 돌계단 가장 아랫쪽까지 물이 차올랐다(口碑 기록) |                         | 15-16m                                | 약 15m            | 10m                        |                                     |
| 시미즈             | 현 도사시미즈시                       | 렌코지의 돌계단의 위에서부터 셋째 계단까지 물이 밀려들어왔다(土佐清水市史 기록) |                         | 15m                                   | 14.6m             | 6.4-13.5?m                 |                                     |
| 스쿠모             | 현 스쿠모시                           | 쓰나미가 와다노 앞까지 밀려왔으며 와다노강을 거슬러 올라갔다(谷陵記 기록) |                         | 5-6m                                  |                   |                            |                                     |
| 스쿠모 오시마      | 현 스쿠모시                           | 도라 세티카 신사의 돌담이 3개만 남고 모조리 물에 잠겼다(大島庄屋家記 기록) |                         | 9m                                    |                   |                            | 9.8m                                |
| 이요 우와지마      | 현 우와지마시                         | 마쓰가타 마을과 우사 마을 등이 잠기고 조수가 대략 4-5척 정도 되었다(伊達家御歴代時記 기록) |                         |                                       |                   | 5m                         | 5.1m                                |
| 분고 기쓰키        | 현 오이타현 기쓰키시                  | 큰 쓰나미가 몰려왔다(杵築町役所日記 기록) |                         |                                       |                   | 1.5-2m                     | 1.5-2m                              |
| 분고 사이키        | 현 사이키시                           | 요푸쿠지 앞까지 물이 밀려들어왔고 돌계단이 2개 정도만 남기고 나머지가 모두 물에 잠겼다(宝永四亥年高潮之記録 기록) |                         |                                       |                   | 성 아래 3.5-4m             | 요노즈 11.5m                        |
| 휴가 도토로        | 현 미야자키현 노베오카시              | 도토로 시가지가 지진으로 흔들리고 파도가 쓸려가 집들이 사라지니 깊이가 대략 1장 정도 되었다(日向雑記 기록) |                         |                                       |                   | 4-4.5m                     | 3m                                  |
| 히젠 나가사키      | 현 나가사키현 나가사키시              | 유각 즈음 물 높이가 절정에 달해 잠겼다(長崎建立并諸記挙要 기록) |                         |                                       | 3.5m              | 2m                         |                                     |
| 오스미 다네가섬    | 현 가고시마현 미나미타네정            | 효지 항구의 집 십여 채가 떠내려갔다(南種子町郷土誌 기록) |                         |                                       | 7.9m              | 5-6m                       | 6m                                  |

### 피해

#### 도카이도
이즈 시모다에서는 집 925채 중 857채가 쓰나미로 떠밀러가고 55채는 지진으로 반쯤 무너졌다. 시모다는 겐로쿠 지진 당시에도 쓰나미 피해를 입었으나 이때는 492채가 유실되었다. 시모다시에서 전설로 남아있는 '시치겐초'(七軒町)에서는 옛 지진 당시 마을 전체에서 집이 7채만 남고 전부 떠내려갔다는 설이 있는데 겐로쿠 12년(1699년)의 '시모다정 수장'(下田町水帳)에서는 이런 이름의 마을이 없었으며 겐로쿠 지진보다 호에이 지진의 피해가 더 컸기 때문에 이 전설은 호에이 지진 당시 만들어진 것으로 추정된다.
하마나호가 태평양과 연결되는 아라이 지역은 쓰나미로 1리(약 3.9km)나 크게 뚫려 엔슈나다와 호수를 가르는 반도가 끊어져 섬이 되었고 반도에 있던 아라이 관문과 아라이슈쿠도 쓰나미에 쓸려가 유실되어 길이 끊어졌고 하마나호 북쪽으로 우회하는 혼사카도리 지역이 크게 번성했다고 한다. 쓰나미 이후 슈쿠바 마을은 1708년 정월 이전 공사를 시작해 3-4월 새로운 곳으로 이전하였다. 슈쿠바가 이전되면서 아라이에서 마이사카 사이 거리가 나룻배로 1리 반(약 5.9km)가 되었다. 시라스카 지역도 지진으로 하나도 남김없이 전부 무너지고 쓰나미로 유실되어 지진 이후 시라스카슈쿠도 시오미자카 고지대로 이전했으며 원래의 슈쿠바 마을은 모토마치로 이름이 바뀌었다.

#### 기이반도
'오와세구미 대촌장 문서'(尾鷲組大庄屋文書)에서는 지진 1시간 정도 후 오와세에서 높이 대략 1장 9척(지상 5.7m, 해상에서 8-10m)의 쓰나미가 몰려와 천여 명이 사망했다고 기록되어 있다. 가타만(현 오와세시)에서는 바닷물의 고유진동으로 만 안쪽에 있던 가타 마을에서 매우 높은 파도가 몰아쳐 바닷가 주택이 모두 유실되었다고 한다. 가타 마을은 1854년 안세이 도카이 지진과 1944년 쇼와 도난카이 지진에서도 가장 높은 쓰나미에 휩쓸렸던 곳이다. 구마노항에서는 긴포(현 다이키정)과 오토마리(현 구마노시) 마을의 집이 모두 유실되는 등 피해가 매우 컸으며 '거가일기'(居家日記)에서는 기슈 구마노항 53리(약 210km), 바닷가 108개 마을이 완전히 사라졌다고 기록되어 있다.
난부(현 미나베정)에서는 바다의 가시마섬 미야마산에 5-6겹의 파도가 몰아치는 중 희고 둥근 빛을 발해 크고 작은 두 파도로 나누어져 큰 것은 동쪽으로 가고 작은 것은 남쪽으로 갔으나 난부에서는 큰 피해가 없었다고 한다. 이나미 (현 이나미정)에서는 쓰나미로 인한 사망자가 300명에 달해 닌조지에 있는 합동위패에 162명의 이름이 써져 있고, '산처럼 볼록하게 돌진해 온 집안에 들어와 전부 쓸려갔다'라고 당시 쓰나미가 닥쳤을 때가 기록되어 있다. 히로촌(현 히로정)에서는 쓰나미로 지형 자체가 바뀌었을 정도라 가옥 850채가 유실되었으며 192명이 사망했고, 유아사(현 유아사정)에서는 쓰나미로 유실되거나 무너진 집이 563채였으며 41명이 사망했고 히로와 유아사 주변 땅은 바다로 바뀌었다.

#### 오사카
오사카에서는 지진 약 2시간 후 쓰나미가 닥쳐 구 요도가와강과 기즈가와강 하구에서 물이 시가지로 넘어왔다. 하구에 정박되어 있던 배가 상류로 떠내려가면서 다리가 파괴되었는데 도톤보리강 유역에서 다리 파괴 정도가 제일 심했으며 가재도구를 싣고 배로 피난하러고 했던 사람들과 다리를 건너러 했던 사람들이 많이 익사하였다. 쓰나미로 오사카에서만 익사자가 7천명이 넘었으며 지진으로 인한 총 사망자는 12,000명 정도이고 지진으로 무너진 집이 630여채, 10,620 가구 총 15,620명 등으로 기록되어 있다. 단 '섭양기관'(摂陽奇観)에서는 오사카산고 중 덴마구미니에서 993채 유실, 540명 사망으로 기록되어 있기 때문에 오사카 전체 사망자는 이의 5배 정도로 보는 것이 더 맞다는 설도 있다. 또한 피해 보고가 조사 시점에 따라 크게 바뀌는데 막부의 피해보고서 사본으로 추정되는 오와리번 번사 호리 사다요시가 기록한 '조림'(朝林)에서는 압사자 5,351명, 익사자 16,371명으로 기록되어 있으며 이를 따지면 오사카의 사망자수는 최소 21,000명 이상으로 추정된다.

#### 도사
도사국 우라토만에 접한 다네자키촌에서는 7-8장(약 23m)에 달하는 쓰나미가 몰려와 수풀 하나도 남기지 않고 쓸려갔다고 하며 700명이 사망했다. 이마무라 아키쓰네는 다네자키 지역이 태평양에 접한 사주 지형을 끼고 있어 쓰나미 높이가 매우 높아지는 지형이라고 하였으며, '만변기'에서 써진 최대 높이는 꼭 다네자키를 가리키는 것은 아니며 필자인 사와다 히로시가 전해들은 쓰나미 높이 중 도사에서 제일 높았던 쓰나미 높이를 기록한 것이라는 설도 있다. 당시 가네자키에 살고 있던 도사 번사인 가사와이 이시다이키가 소년 시절의 기억을 바탕으로 쓴 '가시와이씨 난행록'(柏井氏難行録)에서는 가족들과 함께 피난 중에 그을음 같이 검은 쓰나미에 휩쓸려 어머니와 여동생을 잃고서 간신히 도망쳐 피난한 기록이 남아 있다.
지반이 침하된 고치성 아래 주변 지역은 우라토만에서 몰려온 쓰나미로 일대가 바다가 되었으며, 구마, 진센지, 아조노, 이치노미야, 누노시다, 게라, 오쓰 산간 바로 아래 지역 등이 전부 침수되었다. '곡릉기'(谷陵記)에서는 "견고한 2층집도 지진에 무너지거나 파손을 입었으며 어성도 피해를 입고 쓰나미가 마을을 덮쳐 다리를 무너뜨리고 만 북쪽으로 치고 올라가 가가미가와강 등을 거슬러 올라가 고치 지역이 황폐화되었다"라고 기록되어 있다.
'남로지'(南路志)의 기록에서는 스사키(현 스사키시)에서 신조강 줄기 하류 향촌의 덴만구에서 위쪽 4-5정(해안선에서 약 4.5km 떨어진 거리)까지 왔으며, 사쿠라가와에서는 아이노고촌의 다메사다(해안선에서 약 2.5km 떨어진 곳)까지 쓰나미가 들이닥쳤다고 한다. 스사키에서만 약 400명이 익사해 저수지에 수많은 시신들이 떠내려갔다고 하며, 내륙의 고다촌에서도 쓰나미가 올라간 높이가 18m로 추정되며 스와 신사가 떠내려갔다는 기록이 있다. 스사키 하치만궁의 신거도 떠내려갔으며 4일 후 이즈 시모다 지역에서 신거를 건져올러 신하치만궁 신사를 지어 제사를 올리게 되었으며, 이즈 지역에서 풍어제를 지냈으나 스사키촌의 반환 요청으로 원래 자리로 되돌러졌다.
구레(현 나카토사정)에서는 쓰나미가 오사카야, 야키사카, 나가사와 지역까지 밀려들어와 야키사카 산지의 25.7m 지점까지 쓰나미가 거슬러 올라갔으며, 구레하치만구 건물이 통째로 유실되고 사망자가 약 200명에 달했다. '곡릉기' 등 고문서에서는 도사 해안 각지의 마을들이 전멸했다는 망소(亡所) 기록이나 쓰나미가 산을 넘었다(潮は山まで)라는 기록이 곳곳에 나와 있다. 이 '전멸' 기록은 도사 서부에서 많이 나오며 가미군 데스메(현 고난시)에서 하타군 사카키(현 스쿠모시) 사이에 집중되어 있다.
도사번은 10월 26일(양력 1707년 11월 29일) 영내 피해상황을 에도 막부에 보고하였고 '공의차출'(公儀差出)에서는 쓰나미 피해 가옥 11,170채, 피해 논 45,170섬, 사망자 1,844명으로 보고했으며 '정해변기'(丁亥変記)에서는 영주 야마우치 도요타카가 1년간 참근교대를 면재받았다고 기록되어 있다. 이 밖에도 마쓰다이라 노리사토(도바번), 다테 무네요시(우와지마번), 마쓰다이라 다다타카(가케가와번), 나이토 가즈노부(다나카번), 미야케 야스오(다와라번)도 마찬가지로 참근교대를 면제받았다.

#### 분고 수도 및 세토 내해
우와지마에서는 혼정, 우라정, 신정, 유미정, 니라사키까지 쓰나미가 밀려왔으며 요시다에서는 민가 50채가 유실되었다.
분고 우스키에서는 쓰나미가 우스키성 3번째 성곽의 사무라이 저택들까지 밀려왔다. 또한 내륙 약 5km 안쪽에 있는 우스키 석불 인근의 미나미쓰루와 스에히로 카와미치 근처까지 쓰나미가 밀려왔다는 기록이 남아 있다. 분고 사이키에서는 오테마에 5척(약 1.5m) 높이의 쓰나미가 들이닥쳤고 쓰나미가 총 7번이나 몰아쳐 "성 안이라도 사양할 필요는 없다"며 마을 사람들을 사이키성 안으로 피난시켰다. '마을 고문서'(村の古文書)에서는 요노즈(현 사이키시)에서는 요후쿠지 신사의 돌계단이 2개만 남기고 전부 물에 잠겨 쓰나미 높이가 대략 11.5m에 달하며, 이노리우라에서는 11m, 미야노우라에서는 5.7m의 쓰나미가 덮쳤다.
지진의 진동과 쓰나미 외에도 지반 침하와 액상화현상까지 겹쳐 제방이 붕괴되어 세토 내해 연안의 하리마 아코와 쇼도섬에서는 염전이 모두 물에 잠겼으며, 도토미 우부미, 오와리 가리야, 이세 야마다, 후타미, 기이 신구, 하리마 고지마만, 이요 사이조 등 일본 각지의 신덴을 중심으로 논밭이 전부 물에 잠겼다. 무로마치 시대부터 시작되어 에도 시대 가속화된 신덴 개발 건수는 호에이 지진 이후 급감하여 간척과 개발 풍토 자체가 전환되었다.

#### 피해 종합
지진 및 쓰나미로 인한 피해를 총합하면 최소 사망자는 2만명이며 논밭은 최소 30만 섬이 파괴되었고 선박 최소 3천 척이 파손된 것으로 추정된다. '죽교여필'(竹橋余筆) 및 '락지당년록'(楽只堂年録)에 기록된 각 번의 막부 피해 보고서에서는 총 사망자 5천명, 유실 주택 1만 8천 채, 붕괴 주택 5만 9천 채, 반파 및 손상 주택 만 3천 채, 창고 피해 2천 채, 파손 선박 약 3,900척, 논밭 피해 약 14만 석 및 1만 6천 정보이다. 이 수는 막부에 보고한 시점에서는 정확하나 실제 피해액은 이보다 수십 % 많은 것으로 추정된다. 또한 오사카 등지에서는 문헌마다 피해 규모가 크게 변하기 때문에 전체 피해를 산정하기가 어렵다.

## 같이 보기
- 난카이 해곡 거대지진
- 이상진역

## 참고 문헌
- 久光重平 (1976). 《日本貨幣物語》 (일본어) 初版판. 毎日新聞社. ASIN B000J9VAPQ.
- 今村明恒 (1949). 《地震の国》 (일본어). 文藝春秋新社.
- 猪井達雄ほか (1982년 2월). 《徳島の地震津波 -歴史資料から-》 (일본어). 徳島市立図書館.
- 石橋克彦 (2014년 3월). 《南海トラフ巨大地震 -歴史・科学・社会-》 (일본어). 岩波書店. ISBN 978-4-00-028531-5.
- 磯田道史 (2012년 1월). 《NHKさかのぼり日本史〈6〉江戸“天下泰平”の礎》 (일본어). 日本放送協会出版. ISBN 978-4-14-081490-1.
- 北原糸子 (2016년 9월). 《日本震災史 -復旧から復興への歩み》 (일본어). ちくま新書. ISBN 978-4-480-06916-0.
- 草間直方 (1815). 《三貨図彙》 (일본어).
- 間城龍男 (1995년 1월). 《宝永大地震 -土佐最大の被害地震-》 (일본어). あさひ謄写堂.
- 中村不二夫 (2009년 8월). 《南海地震は予知できる -地震が残した証拠品》 (일본어). 高知新聞企業. ISBN 978-4-87503-140-6.
- 国立天文台 (2016년 11월 30일). 《理科年表 平成29年》. 理科年表 (일본어) 第90冊. 丸善. ISBN 978-4-621-30095-4.
- 力武常次 (1994년 5월). 《固体地球科学入門―地球とその物理》 (일본어) 第2版판. 共立出版. ISBN 978-4-3200-4670-2.
- 寒川旭 (1997년 1월). 《揺れる大地―日本列島の地震史》 (일본어). 同朋舎出版. ISBN 978-4-8104-2363-1.
- 寒川旭 (2007년 11월). 《地震の日本史 -大地は何を語るのか-》 (일본어). 中公新書. ISBN 978-4-12-101922-6.
- 阿部勝征ほか (1989년 3월 25일).  佐藤良輔編著, 편집. 《日本の地震断層パラメーター・ハンドブック》 (일본어). 鹿島出版会. ISBN 978-4-3060-3232-3.
- 沢村武雄 (1967). 《日本の地震と津波 -南海道を中心に-》 (일본어). 高知新聞社.
- 島村英紀 (2014년 9월). 《油断大敵!生死を分ける地震の基礎知識60》 (일본어). 花伝社. ISBN 978-4-7634-0712-2.
- 田谷博吉 (1963). 《近世銀座の研究》 (일본어). 吉川弘文館. ISBN 978-4-6420-3029-8.
- 寺石正路 (1923). 《土佐古今ノ地震》 (일본어). 土佐史談会.
- 都司嘉宣 (1992년 4월). 《富士山の噴火 -万葉集から現代まで》 (일본어). 築地書館. ISBN 978-4-8067-1057-8.
- 都司嘉宣 (2011년 5월). 《千年震災 -繰り返す地震と津波の歴史に学ぶ》 (일본어). ダイヤモンド社. ISBN 978-4-478-01611-4.
- 都司嘉宣 (2012년 6월). 《歴史地震の話 -語り継がれた南海地震》 (일본어). 高知新聞社. ISBN 978-4-87503-437-7.
- 国史大辞典編集委員会編, 편집. (1985년 1월 1일). 〈宇佐美竜夫 『地震』〉. 《国史大辞典》. 国史大辞典 (일본어) 6. 吉川弘文館. ISBN 978-4-6420-0506-7.
- 宇佐美龍夫 (2003년 4월). 《最新版 日本被害地震総覧 416‐2001》 (일본어). 東京大学出版会. ISBN 978-4-1306-0742-1.
- 〈宇佐美竜夫 『宝永地震』〉. 《世界大百科事典》. 世界大百科事典 (일본어) 26. 平凡社. 2009.
- 宇津徳治ほか, 편집. (2001). 《地震の事典》 (일본어) 第2版판. 朝倉書店. ISBN 978-4-2541-6039-0.
- 宇津徳治 (1999년 12월). 《地震活動総説》 (일본어). 東京大学出版会. ISBN 978-4-1306-0728-5.
- 渡辺偉夫 (1998년 2월). 《日本被害津波総覧》. 東京大学出版会. ISBN 978-4-13-061113-8.
- 矢田俊文 (2008년 12월). 《中世の巨大地震》 (일본어). 吉川弘文館. ISBN 978-4-6420-5664-9.
- 田山實、震災予防調査会編, 편집. (1904). 《大日本地震史料 上巻》 (일본어). 丸善. pp. 307–330 国立国会図書館サーチ
- 武者金吉, 편집. (1943). 《大日本地震史料 増訂 第二巻 自元祿七年至天明三年》 (일본어). 文部省震災予防評議会. pp. 101–211 国立国会図書館サーチ
- 東京大学地震研究所, 편집. (1983). 《新収 日本地震史料 第三巻 自宝永元年至天明八年》 (일본어). 日本電気協会.
- 東京大学地震研究所, 편집. (1983). 《新収 日本地震史料 第三巻 別巻 宝永四年十月四日》 (일본어). 日本電気協会. pp. 1–590 - 宝永地震に関する新収古記録原典の集成
- 東京大学地震研究所, 편집. (1989). 《新収 日本地震史料 補遺 別巻》 (일본어). 日本電気協会. pp. 143–224
- 東京大学地震研究所, 편집. (1994). 《新収 日本地震史料 続補遺 別巻》 (일본어). 日本電気協会. pp. 28–85
- 宇佐美龍夫 (1999년 3월). 《日本の歴史地震史料 拾遺別巻》 (일본어). 東京大学地震研究所. pp. 43–96
- 宇佐美龍夫 (2002년 3월). 《日本の歴史地震史料 拾遺二》 (일본어). 東京大学地震研究所. pp. 86–94
- 宇佐美龍夫 (2005년 3월). 《日本の歴史地震史料 拾遺三》 (일본어). 東京大学地震研究所. pp. 136–146
- 宇佐美龍夫 (2008년 6월). 《日本の歴史地震史料 拾遺四ノ上》 (일본어). 東京大学地震研究所. pp. 86–190
- 宇佐美龍夫 (2012년 6월). 《日本の歴史地震史料 拾遺五ノ上》 (일본어). 東京大学地震研究所. pp. 111–133
- 武者金吉, 편집. (1951). 《日本地震史料》 (일본어). 毎日新聞社.
- 東京大学地震研究所, 편집. (1987). 《新収 日本地震史料 新収 日本地震史料 五巻 別巻五－一 安政元年十一月四日・五日・七日》 (일본어). 日本電気協会.
- 新居町史編さん委員会 (1986). 《新居町史 第八巻 近世史料四 宿方・地方史料》 (일본어). 新居町.
- 《日本歴史地名大系 24 三重県の地名》. 日本歴史地名大系 (일본어). 平凡社. 1983년 5월.
- 《日本歴史地名大系 40 高知県の地名》. 日本歴史地名大系 (일본어). 平凡社. 1983년 10월.
- 江戸本両替仲間編、三井高維校註, 편집. (1932). 《校註 両替年代記 原編》 (일본어). 岩波書店.